# Дністерська вулиця (Київ)
Дні́стерська ву́лиця — вулиця в Дніпровському районі міста Києва, місцевість Стара Дарниця. Пролягає від Лохвицької до вулиці Кастуся Калиновського.
Прилучаються вулиці Сосницька, Краснокутська, Хорольська, провулки Хорольський та Краснокутський.

## Історія
Вулиця виникла в 1950-ті роки під назвою 610-та Нова. 1953 року отримала назву Двінська вулиця. Забудова вулиці відноситься переважно до 1970-х — 1980-х років. 
Сучасна назва на честь річки Дністер — з 2022 року.
В липні 2024 на вулиці Дністерській 1А відкрили мурал "Я на своїй землі" присвячений Антону Петрочко, котрий мешкав в будинку за цією адресою .